# Actinodaphne salicina
Actinodaphne salicina är en lagerväxtart som beskrevs av Carl Daniel Friedrich Meisner. Actinodaphne salicina ingår i släktet Actinodaphne och familjen lagerväxter. Inga underarter finns listade i Catalogue of Life.